# Tales of the City
Tales of the City è un progetto televisivo composto da 4 miniserie, rispettivamente Tales of the City (1993), More Tales of the City (1998), Further Tales of the City (2001) e Tales of the City (2019), tratta dalla serie letteraria I racconti di San Francisco (Tales of the City), scritta da Armistead Maupin.
Seguendo la trama del primo libro di Maupin la prima miniserie incomincia nell'estate del 1976, subito dopo la decisione di Mary Ann di rimanere stabilmente a San Francisco dopo una vacanza.
La prima miniserie è andata in onda su Channel 4, nel Regno Unito, dal 28 settembre 1993 ed è stata trasmessa da PBS, negli Stati Uniti, dal gennaio 1994. A causa delle polemiche sui temi trattati quali l'omosessualità, la nudità e l'uso di droghe illecite la PBS viene dato alle sue stazioni associate la possibilità di mostrare una versione censurata dell'opera. Nonostante il successo della prima miniserie la PBS decise d'interrompere la serie dopo la minaccia da parte dei conservatori di tagliare i finanziamenti federali alla rete televisiva.
Successivamente Kevin Tierney, produttore canadese di film per la TV per il canale Showtime, convinse la rete a rilanciare la produzione della serie. More Tales of the City e Further Tales of the City sono state prodotte a Montreal dalla società Productions La Fete per essere trasmesse rispettivamente nel 1998 e nel 2001.
Dopo quasi due decenni dall'ultima miniserie Netflix decise di acquistare i diritti della serie per produrre un ulteriore seguito chiamato con lo stesso nome della prima miniserie, Tales of the City, distribuendolo sulla sua piattaforma il 7 giugno 2019.

## Trama

### Tales of the City(1993)
Nel 1976 Mary Ann Singleton è una giovane segretaria di Cleveland che va in vacanza a San Francisco e, dopo il periodo in questione, decide di andare a vivere lì stabilmente. Lei, attraverso il suo sguardo innocente, deve vivere in una città al culmine della sua chiassosa cultura gay.

### More Tales of the City(1998)
Mona Ramsey è in un viaggio campestre che la porta in un bordello il quale nasconde un segreto sul suo passato.
Michael "Mouse" Tolliver e Mary Ann Singleton fanno una crociera insieme dove incontrano vecchi e nuovi amanti.
A San Francisco Brian Hawkins si lascia coinvolgere da una donna misteriosa che scorge dalla sua finestra, mentre DeDe Halcyon viene a conoscenza di una nuova amica che la aiuta a scoprire i suoi veri sentimenti interiori.

### Further Tales of the City(2001)
Mary Ann sta tentando di far carriera nella sua nuova professione di personaggio televisivo mentre Michael Tolliver è depresso dopo la sua rottura con Jon Fielding.
Dopo il suo divorzio Prue Giroux trova conforto in uno sconosciuto misterioso che incontrato al parco.
Brian Hawkins sta lottando con il suo lavoro e la sua nuova relazione monogama con Mary Ann e DeDe Halcyon ritorna con una rivelazione pericolosa che potrebbe essere lo scoop che Mary Ann stava aspettando.

### Tales of the City(2019)
Dopo molti anni Mary Ann torna a San Francisco e si ricongiunge con la figlia Shawna e l'ex marito Brian.

## Interpreti e personaggi
Alcuni degli interpreti principali e secondari del cast sono rimasti costanti come Olympia Dukakis nel ruolo di Anna Madrigal, Laura Linney nel ruolo di Mary Ann Singleton e Barbara Garrick nel ruolo di DeDe Halcyon Day ma, a causa di svariate necessità produttive e della durata dell'intero progetto, i personaggi in gran parte sono stati interpretati da attori differenti a seconda della serie.
| Personaggi                 | Tales of the City 1993 | More Tales of the City 1998 | Further Tales of the City 2001 | Tales of the City 2019 |
| -------------------------- | ---------------------- | --------------------------- | ------------------------------ | ---------------------- |
| Anna Madrigal              | Olympia Dukakis        | Olympia Dukakis             | Olympia Dukakis                | Olympia Dukakis        |
| Mary Ann Singleton         | Laura Linney           | Laura Linney                | Laura Linney                   | Laura Linney           |
| DeDe Halcyon Day           | Barbara Garrick        | Barbara Garrick             | Barbara Garrick                | Barbara Garrick        |
| Dr. Jon Fielden/Fielding   | Billy Campbell         | Billy Campbell              | Billy Campbell                 |                        |
| Connie Bradshaw            | Parker Posey           | Parker Posey                | Parker Posey                   |                        |
| Michael "Mouse" Tolliver   | Marcus D'Amico         | Paul Hopkins                | Paul Hopkins                   | Murray Bartlett        |
| Brian Hawkins              | Paul Gross             | Whip Hubley                 | Whip Hubley                    | Paul Gross             |
| Frannie Halcyon            | Nina Foch              | Diana Leblanc               | Diana Leblanc                  |                        |
| D'orothea Wilson           | Cynda Williams         | Françoise Robertson         | Françoise Robertson            |                        |
| Mona Ramsey                | Chloe Webb             | Nina Siemaszko              |                                |                        |
| Beauchamp Day              | Thomas Gibson          | Thomas Gibson               |                                |                        |
| Prue Giroux                | Mary Kay Place         |                             | Mary Kay Place                 |                        |
| Edgar Halcyon              | Donald Moffat          |                             |                                |                        |
| Norman Neal Williams       | Stanley DeSantis       |                             |                                |                        |
| Charles Hillary Lord       | Paul Bartel            |                             |                                |                        |
| William Devereaux Hill     | Lance Loud             |                             |                                |                        |
| Richard Evan Hampton       | Bob Mackie             |                             |                                |                        |
| Archibald Anson Gidde      | Ian McKellen           |                             |                                |                        |
| Binky Gruen                | Meagen Fay             |                             |                                |                        |
| Candi Moretti              | Stephanie Faracy       |                             |                                |                        |
| Booter Manigault           | McLean Stevenson       |                             |                                |                        |
| Lionel Wong                | Phillip Moon           |                             |                                |                        |
| Chuck                      | Lou Liberatore         |                             |                                |                        |
| Coppola Woman              | Janeane Garofolo       |                             |                                |                        |
| Motherly Waitress          | Mother Love            |                             |                                |                        |
| padre Guido Sarducci       | Don Novello            |                             |                                |                        |
| Mimi Fariña                | se stessa              |                             |                                |                        |
| Ruby Miller                | Edie Adams             |                             |                                |                        |
| Mona "Mother Mucca" Ramsey |                        | Jackie Burroughs            | Jackie Burroughs               |                        |
| Betty Ramsey               |                        | Swoosie Kurtz               |                                |                        |
| Emma (Frannie's Maid)      |                        | Jackie Richardson           | Jackie Richardson              |                        |
| Burke Andrew               |                        | Colin Ferguson              |                                |                        |
| Jack Lederer               |                        | Edward Asner                |                                |                        |
| Helena Parrish             |                        | Domini Blythe               |                                |                        |
| Mildred                    |                        | Sheila McCarthy             |                                |                        |
| Birdsong                   |                        | Gregory Calpakis            |                                |                        |
| Transplant Man             |                        | Peter Colvey                |                                |                        |
| Bluegrass                  |                        | Paul Phatisis               |                                |                        |
| Cop                        |                        | Vince Sheffield             |                                |                        |
| Nurse Thelma               |                        | Gwen Tolbart                |                                |                        |
| Luke                       |                        |                             | Henry Czerny                   |                        |
| Cage Tyler                 |                        |                             | John Robinson                  |                        |
| Bambi Kanetaka             |                        |                             | Sandra Oh                      |                        |
| Father Paddy Starr         |                        |                             | Bruce McCulloch                |                        |
| Royal Reichenbach          |                        |                             | John McMartin                  |                        |
| Willie Omiak               |                        |                             | Lea DeLaria                    |                        |
| Ned Lockwood               |                        |                             | Ted Whittall                   |                        |
| Shawna Hawkins             |                        |                             |                                | Ellen Page             |
| Ben Marshall               |                        |                             |                                | Charlie Barnett        |
| Jake Rodriguez             |                        |                             |                                | Josiah Victoria Garcia |
| Margot Park                |                        |                             |                                | May Hong               |

## Produzione

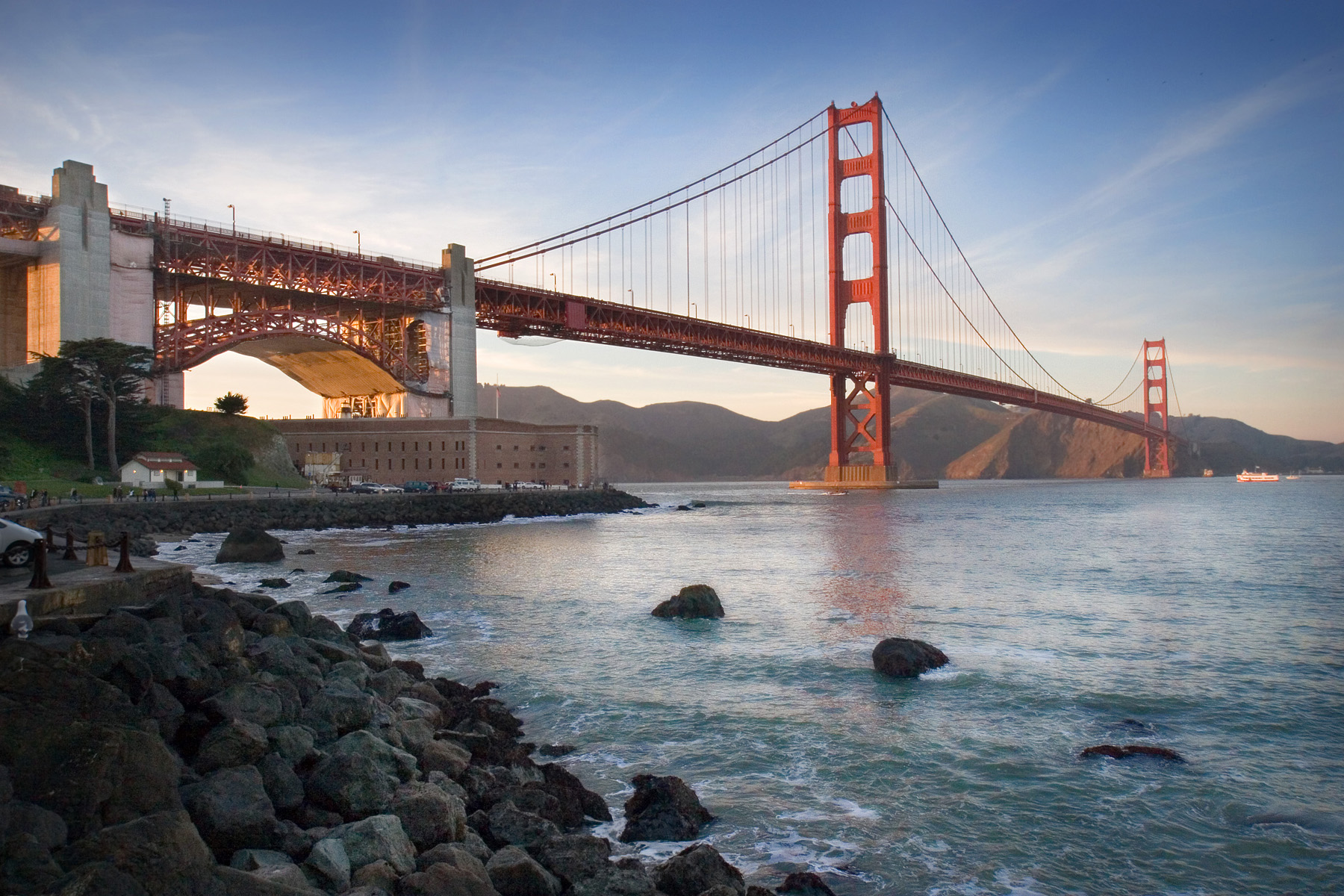
Il Golden Gate Bridge di San Francisco.

Il canale premium via cavo HBO acquistò i diritti sui primi due libri di Tales of the City nel 1982 nella speranza di trasformarli in una sitcom settimanale. La pre-produzione incominciò nell'autunno di quell'anno con un copione pilota scritto da Richard Kramer. Kramer descrisse la sceneggiatura come "Mary Tyler Moore per gli anni '80". Però a fronte della crescente epidemia di AIDS e di un clima sociale mutevole nell'era conservatrice di Reagan la HBO riferì che l'atteggiamento celebrativo del libro nei confronti dell'omosessualità, del sesso occasionale e dell'uso di marijuana non sarebbe stato ritenuto accettabile dal pubblico. Il canale considerò di attenuare le storie e di rendere la serie più moderata ma alla fine decise di abbandonare il progetto e di vendere i diritti commerciali alla PBS.

## Distribuzione
Tales of the City (2019) è stata distribuita, per la prima volta, in Italia da Netflix il 7 giugno 2019 mentre Tales of the City (1993), More Tales of the City (1998) e Further Tales of the City (2001) sono state distribuite, in Italia, sempre da Netflix il 28 giugno 2019.. La serie del 1993 era stata in precedenza trasmessa dalla rete satellitare GAY.tv in lingua originale con sottotitoli in italiano.

## Accoglienza
Nel 2005 Entertainment Weekly considerò Tales of the City una delle dieci migliori miniserie disponibili in DVD. L'articolo definì Linney una "stella emergente" e la serie "una capsula del tempo che tratta i suoi personaggi con umorismo, rispetto e una franchezza sessuale molto rara per la PBS di quegli anni e politicamente impossibile per quella di oggi".

## Riconoscimenti

### Tales of the City(1993)
Primetime Emmy Awards – 1994
- Candidatura nella categoria Eccezionale risultato individuale nella scrittura in miniserie o in uno speciale (Richard Kramer)
- Candidatura nella categoria Miniserie eccezionale

BAFTA Awards – 1994
- Candidatura nella categoria Miglior attrice (Olympia Dukakis)
- Candidatura nella categoria Miglior costumi (Molly Maginnis)

Television Critics Association Awards 1994
- Vittoria nella Eccezionale risultato

GLAAD Media Awards – 1995
- Vittoria nella categoria Mini-serie eccezionale

Peabody Awards – 1995
- Vincitore del premio Peabody Award

Online Film & Television Association – 2005
- Vittoria nella categoria Programmi televisivi

### More Tales of the City(1998)
Primetime Emmy Awards – 1998
- Candidatura nella categoria Miglior direzione artistica eccezionale per una miniserie o un film: Normand Sarazin (scenografia), Lise Ethier (scenografia), Anne Grenier (scenografia)
- Candidatura nella categoria Costumi eccezionali per una miniserie o un film (Denis Sperdouklis)
- Candidatura nella categoria Miglior attrice protagonista in una miniserie o un film (Olympia Dukakis)
- Candidatura nella categoria Miniserie eccezionale: Alan Poul (produttore esecutivo), Suzanne Girard (produttore esecutivo), Tim Bevan (produttore esecutivo) e Kevin Tierney
- Candidatura nella categoria Scrittura eccezionale per una miniserie o un film (Nicholas Wright)

Screen Actors Guild Awards – 1999
- Candidatura nella categoria Miglior Performance di un'attrice femminile in un film TV o in una miniserie (Olympia Dukakis)

Gemini Awards – 1999
- Candidatura nella categoria Miglior serie drammatica (Kevin Tierney, Suzanne Girard, Alan Poul, Tim Bevan)
- Candidatura nella categoria Miglior Performance di un'attrice in un ruolo di supporto in una serie drammatica (Jackie Burroughs)

Satellite Awards – 1999
- Candidatura nella categoria Miglior miniserie o film realizzati per la televisione
- Candidatura nella categoria Miglior attrice in una miniserie o un film per la televisione (Olympia Dukakis)
- Candidatura nella categoria Miglior attrice protagonista in miniserie o film per la televisione (Jackie Burroughs)

GLAAD Media Awards – 1999
- Vittoria nella categoria Eccezionale film TV o serie TV

### Further Tales of the City(2001)
Primetime Emmy Awards – 2001
- Candidatura nella categoria Miniserie eccezionale: Suzanne Girard (produttore esecutivo), Alan Poul (produttore esecutivo), Tim Bevan (produttore esecutivo), Luc Châtelain (produttore esecutivo), Armistead Maupin (produttore esecutivo)

Casting Society of America, USA – 2001
- Candidatura nella categoria Miglior casting per miniserie TV (Richard Hicks)

Gemini Awards – 2002
- Vittoria nella categoria Miglior Performance di un'attrice in un ruolo di supporto in primo piano in un programma drammatico o in una miniserie (Jackie Burroughs)
- Candidatura al premio Gemini nella categoria miglior film TV o miniserie drammatica (Suzanne Girard, Luc Châtelain, Alan Poul, Tim Bevan)
- Candidatura nella categoria Miglior Performance di un'attrice in un ruolo principale in un programma drammatico o in una miniserie (Barbara Garrick)

GLAAD Media Awards – 2002
- Candidatura nella categoria Film televisivo eccezionale

Online Film & Television Association – 2001
- Candidatura nella categoria Migliore miniserie
- Candidatura nella categoria Miglior film o miniserie
- Candidatura nella categoria Miglior nuova canzone a tema in un film o miniserie
- Candidatura nella categoria Miglior sequenza di nuovi titoli in un film o miniserie

Satellite Awards – 2002
- Candidatura nella categoria Miglior miniserie
- Candidatura nella categoria Miglior Performance di un attore in un ruolo di supporto in una serie, miniserie o un film per la televisione (Billy Campbell)